# Municipio de Gerrard
El municipio de Gerrard (en inglés: Gerrard Township) es un municipio ubicado en el condado de Towner en el estado estadounidense de Dakota del Norte. En el año 2010 tenía una población de 13 habitantes y una densidad poblacional de 0,14 personas por km².

## Geografía
El municipio de Gerrard se encuentra ubicado en las coordenadas 48°35′27″N 99°17′20″O / 48.59083, -99.28889. Según la Oficina del Censo de los Estados Unidos, el municipio tiene una superficie total de 92.89 km², de la cual 91,98 km² corresponden a tierra firme y (0,98 %) 0,91 km² es agua.

## Demografía
Según el censo de 2010, había 13 personas residiendo en el municipio de Gerrard. La densidad de población era de 0,14 hab./km². De los 13 habitantes, el municipio de Gerrard estaba compuesto por el 92,31 % blancos y el 7,69 % eran de una mezcla de razas. Del total de la población el 0 % eran hispanos o latinos de cualquier raza.